# Thorictus mauritanicus
Thorictus mauritanicus là một loài bọ cánh cứng trong họ Dermestidae. Loài này được Luc miêu tả khoa học năm 1846.